# 羽床駅
羽床駅（はゆかえき）は、香川県綾歌郡綾川町羽床下にある、高松琴平電気鉄道琴平線の駅である。駅番号はK16。
当駅の琴電琴平寄りに丸亀市（旧綾歌町）との境界がある。

## 駅構造
単式ホーム1面1線を有する。以前は汲み取り式の便所があったが、撤去され現存しない。駅入り口は滝宮方の踏切に面している。

## 利用状況
| 1日乗降人員推移 | 1日乗降人員推移 |
| 年度            | 1日平均人数     |
| --------------- | --------------- |
| 2011年          | 166             |
| 2012年          | 168             |
| 2013年          | 165             |
| 2014年          | 155             |
| 2015年          | 158             |
| 2016年          | 171             |
| 2017年          | 167             |
| 2018年          | 147             |
| 2019年          | 135             |
| 2020年          | 99              |

## 駅周辺
- 国道32号
- 国道377号
- 香川県道282号高松琴平線
- 綾川町立羽床小学校
- 綾川町立羽床保育所
- 綾川町立羽床公民館
- 羽床簡易郵便局

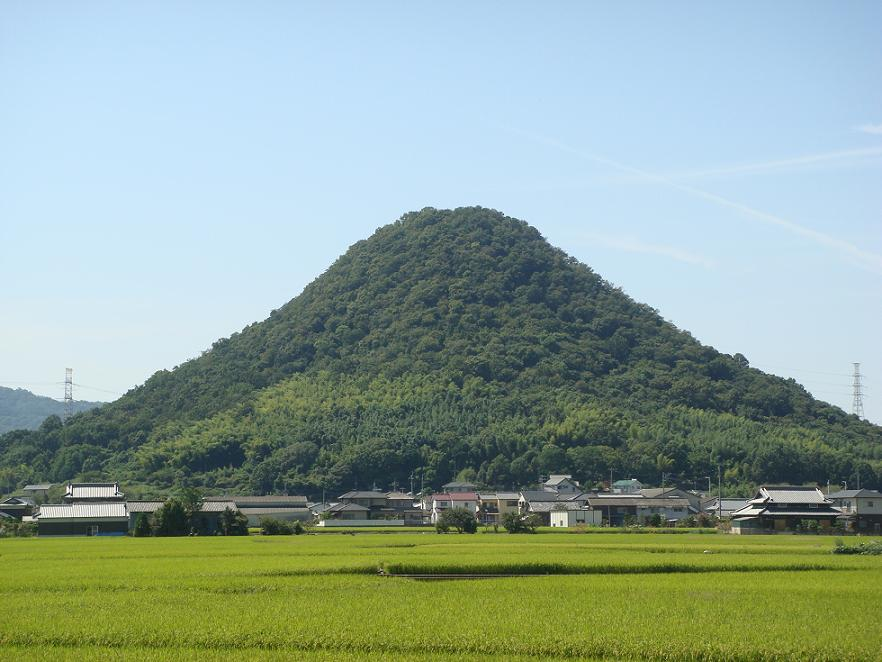
堤山（羽床富士）

- 堤山（つつまやま） - 別名羽床富士。讃岐七富士の一つ。
- 羽床辰蔵之墓[3]
- 間男地蔵[3]
- 羽床駅前バス停

## 歴史
- 1927年（昭和2年）3月15日 琴平電鉄の駅として開業。
- 1943年（昭和18年）11月1日 会社合併により高松琴平電気鉄道琴平線の駅となる。

## 隣の駅
高松琴平電気鉄道
■琴平線
滝宮駅（K15） - 羽床駅（K16） - 栗熊駅（K17）